# Mudhàffar-ad-Din Súnqur ibn Mawdud
Mudhàffar-ad-Din Súnqur ibn Mawdud fou el primer atabeg salghúrida de Fars, nebot del cap tribal amir Būz Aba, que va prendre el poder al Fars el 1148 però va reconèixer als seljúcides. La seva capital fou Siraz. Per un temps es va embolicar amb conflictes amb els prínceps seljúcides especialment amb Màlik-Xah ibn Mahmud, amb el suport de la branca de seljúcides de Kirman. També fou aliat del petit príncep de Lur-i Buzurg. La possessió de l'illa de Kays (Kish) li donava una forta posició als afers del golf Pèrsic. Va morir a Bayza el 1161 i el va succeir el seu germà Mudhàffar-ad-Din Zanguí ibn Mawdud.